# 小行星2064
小行星2064（2064 Thomsen）是一颗围绕太阳公转的小行星。1942年9月8日，利斯·奧特瑪在图尔库发现了此天体。
該小行星以紐西蘭天文學家伊凡·萊斯利·湯姆森（Ivan Leslie Thomsen）命名。
这颗小行星的绝对星等为2.35964等。